# Sinden-zukuri

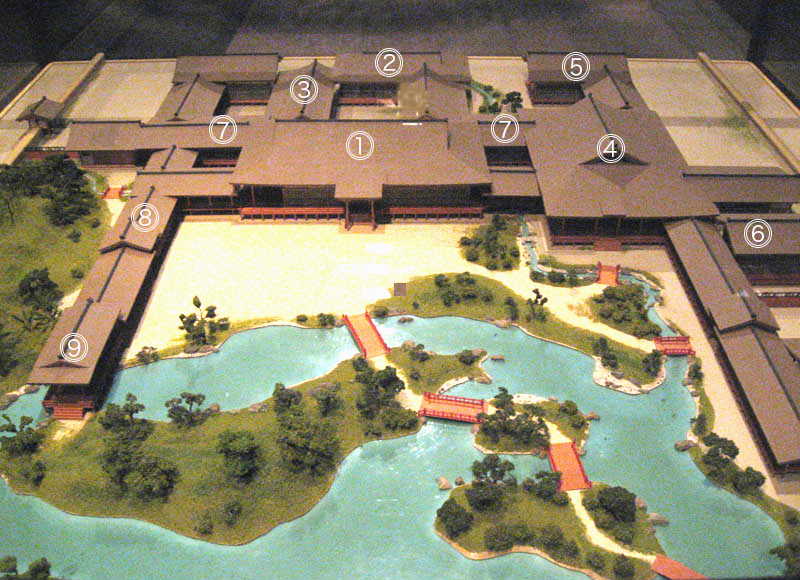
Higasi Szanjó-dono (東三条殿), egy tipikus sinden-zukuri épület modellje (nem maradt fenn).
----
1. Sinden (寝殿), 2. Kita-no-tai (北対), 3. Hoszodono (細殿), 4. Higasi-no-tai 東対, 5. Higasi-kita-no-tai (東北対) 6. Szamurai-dokoro (侍所), 7. Vatadono (渡殿), 8. Csúmon-ró (中門廊), 9. Curidono (釣殿)

A sinden-zukuri (寝殿造) egy japán építészeti stílusra utal, ami az arisztokrata paloták stílusából fejlődött ki Heiankjóban (平安京, a mai Kiotóban), ami a Heian-korban (794-1185), különösen a 10. században virágzott. Jellemző volt a fővárosi nemesek birtokán, s kétségtelenül vidéken is követték ezt a stílust.
Egy központi fő épület, ami mindig dél felé nézett, és a különböző fedett folyosókkal és hidakkal összekötött melléképületek jellemezték. A központi épület, ami sinden, a sinden-zukuri szóból származik. A jelentése szó szerint „alvó terem”, ami a funkcióját is jelzi. Ez volt valószínűleg a családfő tartózkodási helye. Az épület földszintes, viszont faoszlopokra emelt fadeszkás padlózata volt. Nem volt általános a tatami (畳) padló, mert a tatamit a Heian-korban kezdték csak el alváshoz és ülőalkalmatosságként használni. A tetőt fából építették, a jobb épületeknél ciprus zsindelyt használtak, miközben néhány még mindig nádfedeles volt. Az egyik nehézség a sinden-zukuri vizsgálatánál az, hogy nincsen szigorú szabály arra, hogy mit is kell tartalmaznia.
A kulcsfontosságú mértékegység a japán építészetben, ami különféle sinden-zukuri struktúrák leírásában megjelenik, a két oszlop közötti távolságot jelölő ken (間). A ken meghatározza a szoba vagy az épület nagyságát, egyfajta kötött oszlophálózatot alkotva. A kent az egyik oszlop középpontjától a mellette lévő oszlop középpontjáig mérik. Ami a sinden-zukuri építészeti szabványokat illeti a Heian-kori Japánban, ez a mértékegység 1 dzsónak (10 lábnak) felelt meg. De a két oszlop közötti valós távol távolság 9 lábnak felel meg.

## Felépítése
A sinden-zukuri fő részei a sinden, a tai-no-ja (másodlagos épületek vagy kísérő pavilonok), a vataridono (fedett épület-összekötő folyosók), a szukivatadono (fedett, épület összekötő hidak), a ró (folyosók, szárnyak) és a curidono (horgász pavilonok).
Természetesen voltak más külső-és melléképületek, mint például raktárak, konyhák, istállók, mellékhelyiségek, fürdő épületek, de ezek nem meghatározó elemei ennek az építészeti stílusnak. Sokkal inkább az előbb említett fő elemek elrendezése a kulcsfontosságú.

### Sinden
A sinden-zukuri épület szíve maga a sinden (寝殿). A középső részén a moja (母屋) található, ami két oszlopköz szélességű és öt oszlopköz hosszúságú volt. A moja két részre oszlott, az egyik végében a 2 oszlopköz széles és 2 oszlopköz hosszú nurigome (塗篭) volt található. Ez az otthon belső szentélye, ahol általában a család összes kincsét tartották, ugyanakkor a családfő magán hálószobájaként is funkcionálhatott. A nurigome nem úgy, mint a sinden-zukuri többi részeinél, rögzített, szilárd és vakolt falakkal volt körülvéve, aminek csak egy ajtója volt. A nurigome általában a moja nyugati oldalán helyezkedett el. A moja többi része pedig a családfő elsődleges életterét szolgálta. Ez a hely általában északi oldala felől zárt volt és a nyitott oldala pedig festett sódzsi (障子) tolóajtóval volt határolva. Meg kell jegyezni azt, hogy amit ma fuszumaként (襖) ismerünk, az a mindkét oldalát papír (gyakran festett vagy mintás) borította tolóajtó, amit régen sódzsinak neveztek. Ekkor a sódzsi kifejezéssel a tömör és nem átlátszó ajtóra utaltak. A fényáteresztő papír panelek nem voltak elterjedve az építészetben, amikor a sinden-zukuri stílus megjelent.

A moja egy oszlopköz széles területtel van körülvéve, ami a hiszasi (廂). A hiszasi egy lépésnyivel mélyebben helyezkedett el a mojatól. A négy égtáj szerint voltak a részei elnevezve, vagyis kitabiszasi (北廂, ami északi fekvésű), minamibiszasi (南廂, ami déli fekvésű), higasibiszasi (東廂, ami keleti fekvésű) és nisibiszasi (西廂, ami nyugati fekvésű). A hiszasit szobaként is használhatták, ha függönnyel elválasztották a tereket és tatamit terítettek le ülőalkalmatosságként. A mojaval és a két higaszasival a sinden teljes szélessége 7 oszlopköz vagy 70 láb lehetett, míg a hosszúsága körülbelül 5 oszlopköz vagy 50 láb lehetett. Néha a sident nagyobbra építették, amit a fa tartóoszlopok számának növelésével értek el, bár ez nem volt gyakori. 

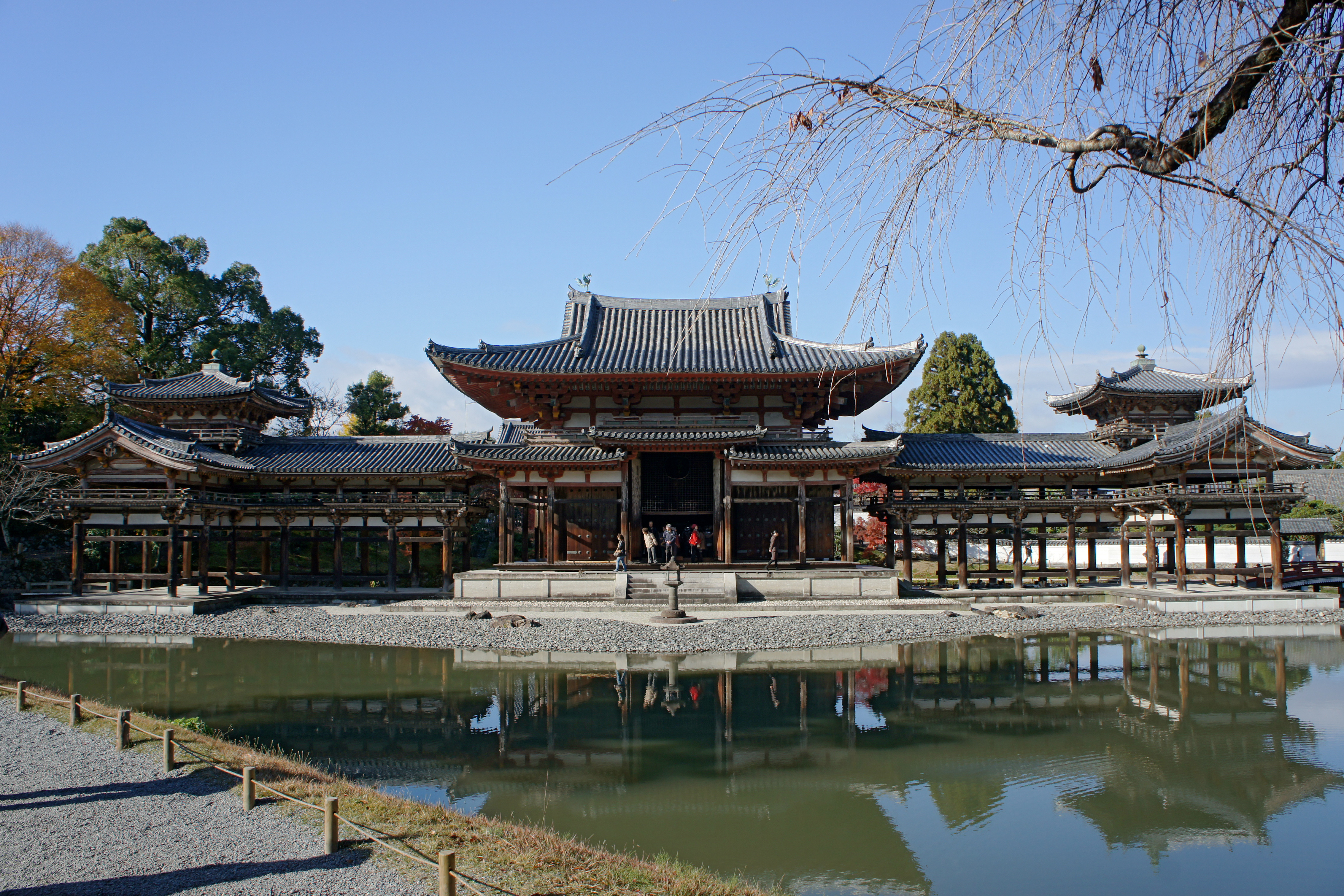
A Bjódóin Főnixcsarnoka

Lehetett második hiszasi is, a magobiszasi (孫廂), ami egy oszlopköznyi szélességben ölelte körbe az épületet. Hogyha egy magobiszasi volt, akkor a kerttől eső legtávolabbi oldalon helyezkedett el (ami a sinden északi oldala, a keleti pavilon nyugati oldala, és a nyugati pavilon keleti oldala). A magobiszasi a többi oldalt is körbeölelhette, de általában a kert felőli oldal szabadon maradt. A magobiszasit a többi hiszasitól sódzsival, paravánnal vagy függönnyel választották el.
Ritka esetekben a második hiszasi 2 oszlopköz széles volt (például egy nagyobb sinden esetén), s ezt hirohiszasi (広廂) kifejezéssel illették. Ez a magobiszasi helyét váltotta fel a hiszasi és a szunoko (veranda) között. Úgy, mint a magobiszasi, a hirobiszasi se vette feltétlenül körbe a teljes épületet. A sinden a hirobiszasival körülvéve az épület kiterjedését 11 oszlopköz hosszúságúra és 8 oszlopköz szélességűre bővítette ki.
A hiroszasi (vagy a magoszashi, vagy a hirohiszasi) általában még egy lépésnyivel lentebb süllyesztett padlórésszel volt körülvéve, ami a szunoko (簀子), ami gyakorlatilag már az épületen kívülre esik, de még az eresz alatt volt. A szunoko padlódeszkái között gyakran vékony kis réseket hagytak, hogy eső esetén az ereszről lecsepegő vizet átengedje. Továbbá ülőhelyként és galériaként is funkcionált, ha a kertben valamilyen ünnepség volt.
A fő lépcső a szunoko középső részéről ereszkedik le. Ez a lépcső, egy oszlopköz széles, és a talajon egy lepadlózott rész, a kizahasi (階) volt a végén. Innen szálltak be a vendégek a szekereikbe és hintóikba. A lépcső tetejétől bentebb, a szunokon túl, a hiszasi középénél található a hasigakusi-no-ma. Ez a terület egyfajta recepcióként szolgált, ahol a családfő köszönteni tudta a vendégeket vagy a kertben történő eseményeket tudta végigkísérni. Néhány tatami volt elhelyezve itt ülőhely gyanánt és ezeket paravánok, polcok vagy függönyök választották el egymástól.
Gyakran volt a hiszasi és a szunoko találkozásánál zsanérokon lengő kétszárnyas tömör faajtó. Ez volt a cumado (妻戸), amit párosával, a hiszasi mindkét oldalára rakták, kelet és nyugat felé, ami összekötötte a sindent a tai-no-javal. Ha északon is volt tai-no-ja, akkor oda is került egy cumado.

### Tai-no-ya

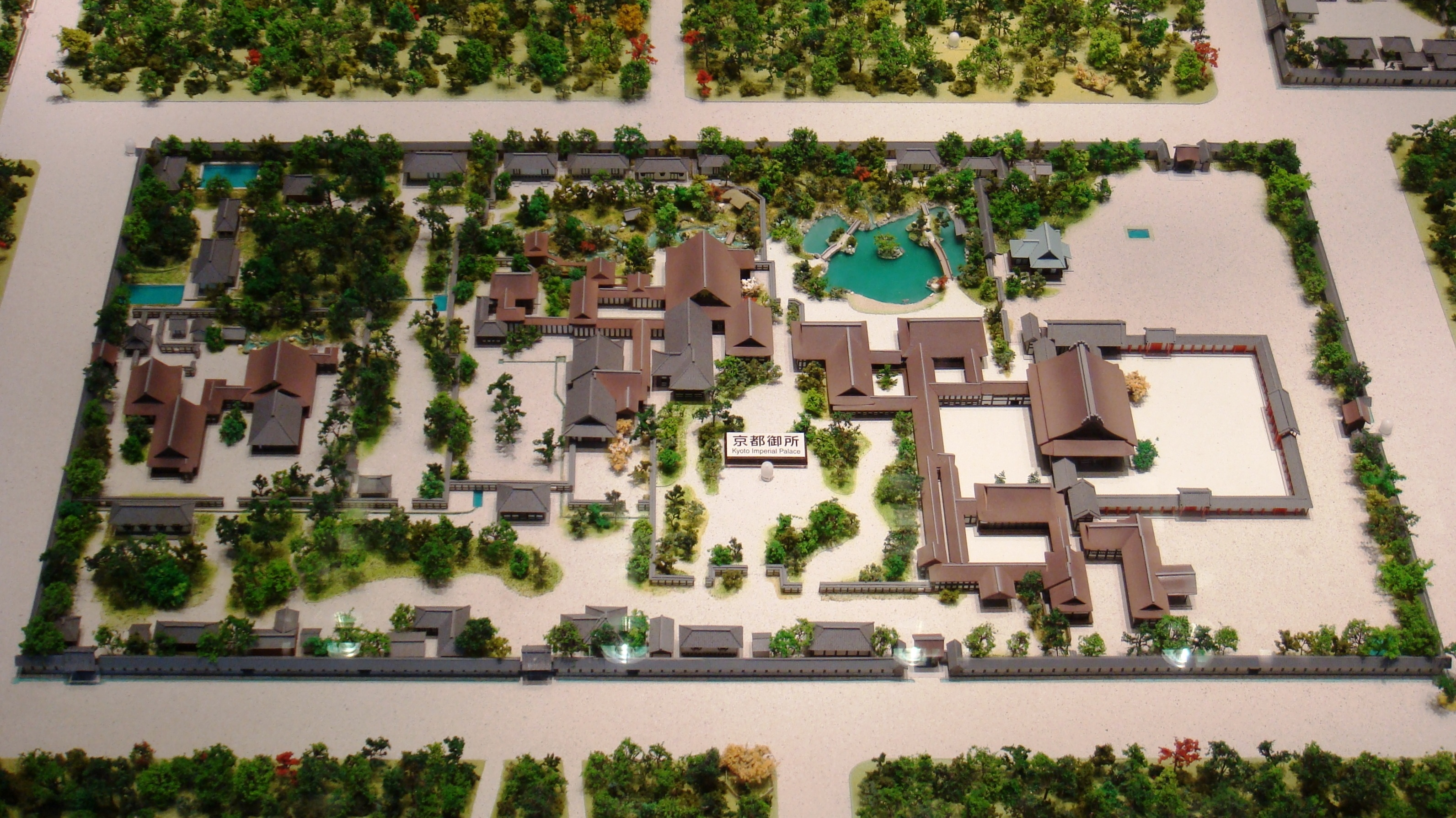
Heian-palota kicsinyített modellje

A Tai-no-ya (対の屋), amit általában pavilonnak fordítunk, bár szó szerint szemben álló épületeket jelenet, a sindenhez vataridono vagy szukivatadono vagy a kettő kombinációjával hozzákötött melléképület. A melléképületeket a sindenhez viszonyított elhelyezkedésük szerint nevezhetjük higasi-no-tai (東の対, keleti pavilon), nisi-no-tai (西の対, nyugati pavilon) és kita-no-tai (北の対, északi paviolon). A shiden-zukuri alaprajza tiltja a déli pavilon építését. Ha második melléképületet építettek a keleti oldalra, akkor higashi-ni-tai (東二対) volt a megnevezése, ha a nyugati oldalra, akkor nisi-ni-tai (西二対) volt.
A keleti és a déli pavilon általában 90 fokos szöget zárt be a shidennel, és a keskenyebb oldaluk nézett dél felé. Az északi pavilon párhuzamos volt a sindennel. Ez nem egy szigorúan rögzített szabály volt, de a legtöbb megmaradt alaprajzon ez az elrendezés figyelhető meg.
Ha pavilonok a sinden irányával megegyezően helyezkedtek el, mint a kita-no-tai, akkor a sindennel megegyező elvekkel építették meg.
Nem voltak kötött szabályai annak, hogy mennyi tai-no-ja lehetett a sinden-zukuri épületnek. Némelyik építkezés során csak egy tai-no-jat tudtak megengedni maguknak, vagy a keleti vagy a nyugati oldalán a sindennek. Bár, ha egy tai-no-jat építettek, akkor a keleti oldalt részesítették előnyben. Máskor pedig a shinden mindkét oldalához kapcsolat egy-egy tai-no-jat. Az északi pavilont általában utoljára csatolhatták az épülethez, annak ellenére, hogy gyakran utaltak rá kita-no-kata kifejezéssel, ami arra utalt, hogy a ház asszonyának a lakrésze volt.

### Vataridono
A vataridono (渡殿) az egy olyan veranda, amik hátulról falazott helyiségekkel voltak ellátva. Lényegében nyitott és zárt folyosók kombinációja, ami összekötötte a sinden és a tai-no-ja épületét.
A vataridono hosszát a sinden és a tai-no-ja közötti távolság határozza meg, a 4-5 oszlopköz hosszúság számított általánosnak. A szélessége 2 oszlopköz, egy oszlopköznyi rész a dél felé nyitott folyosó, miközben a második oszlopközt mind a négy irányból falakkal volt körbevéve, ami egy cumadoval vagy egy tolóajtóval nyílt a folyosóra.
A vataridono zárt részét személyi irodának használták vagy még gyakrabban várakozó hölgyek lakhelyeként szolgált. Muraszaki Sikibu naplójából tudhatjuk, hogy ő is egy ilyen vataridonoban lakott.
A helyiség északi oldala szilárd, vakolt fal volt, miközben a déli oldala pedig a paraván és a vakolt fal kombinációja, ami mozgatható volt.

### Sukivatadono
A sukivatadono (透渡殿) egyfajta fedett híd volt, ami a sinden és a tai-no-ja között helyezkedett el. Gyakran ívelt vagy lépcsőzetes volt, aminek csak vizuális funkciója volt. Amikor kettő sukivatadono kapcsolódott a sindenhez, akkor az egyik lehetett ívelt, a másik pedig lapos. A déli vataridonoval párhuzamosan feküdt.
Mint a vataridono, a sukivatadono se rendelkezett megszabott hosszúsággal, de a szélessége egy oszlopköz szélességnyi volt.
A nyitott tér a sukivatadono és a vataridono között a cubo, ami egy négy oldalról körbevett kicsi kertet formált. Nem találtak eddig bizonyítékot arra, hogy vezetett-e ebbe a körbezárt kertbe lépcső, de ha mégis volt, akkor valószínűleg a vataridononál lehetett.

### Ró
A melléképületekből déli irányba, a kert felé haladó kettő folyosó a ró (廊). Mint a legtöbb shinden épületrésznek, ezeknek is emelt padlózatuk volt. A folyosó zárt, vakolt fallal volt körbevéve azon az oldalon, ahol a birtok fő bejárata volt. Továbbá a folyosó mentén lehettek a személyzet különböző szobái és helyiségek.
Akárhogyan is, a főbejárat felőli ró teljes hosszán egy szunoko futott végig (az udvar felé nézve) és talán a külső oldalon is (a birtok külső falaira nézve). A ró közepe táján volt egy három oszlopköz hosszúságú rés, ami a csúmont (中門, belső kapukat) alkotta.
Ez szolgált bejáratként az ingatlan külső részéből a belső udvarba. Ez szükségessé tette a lépcsők északi és déli irányba való megépítését, hogy az emberek fel-és lemehessenek a folyosóról.
Nincs meghatározott hossza a rónak, olyan hosszú, amilyennek építik. Némelyek a mesterséges tó széléig tartottak, míg máskor pedig át is íveltek rajta. Sok esetben a hosszuk se egyezik meg. A ró végén található kicsi pavilonokat curidononak hívták.

### Curidono
A curidono (釣殿) a melléképületekből dél felé kinyúló folyosók végén elhelyezkedő nyitott pavilon volt. Egy vagy kettő volt belőlük, és általában mindegyik folyosó egy curidonoval ért véget. A kert déli részén, mesterséges tavak fölé vagy mellé építettek, így horgászáshoz is használhatták. Továbbá a curidonot gyakran használták holdnéző összejövetelekkor.

## Létező példák
Nem maradt fenn eredeti sinden-zukuri stílusú épület, de néhány, a mai napig is fennálló épület őrzi a sajátosságait.
- Bjódóin
- Heian-palota
- Hódzsó-dzsi

## Fordítás
- Ez a szócikk részben vagy egészben  a   Shinden-zukuri című angol Wikipédia-szócikk ezen változatának fordításán alapul.  Az eredeti cikk szerkesztőit annak laptörténete sorolja fel. Ez a jelzés csupán a megfogalmazás eredetét és a szerzői jogokat jelzi, nem szolgál a cikkben szereplő információk forrásmegjelöléseként.